# Lidia San José Segura
Lidia San José Segura (Madrid, 2 de gener de 1983) és una historiadora i actriu espanyola de teatre, televisió i cinema.

## Biografia
Llicenciada en Història per la Facultat de Lletres de la Universitat Complutense de Madrid, el seu germà és l'actor Jorge San José Segura.
Va posar per a la revista Maxim en la seva versió espanyola, al febrer de 2006. Al setembre de 2008 va substituir Carmen Morales en l'obra Olvida los tambores. L'agost de 2009 representàó la comèdia Escándalo en palacio amb Pedro Ruiz, en el paper de Carla Bruni.
El 2010 va presentar la sèrie documental de disset episodis Reyes de España, pel Canal de Historia.
En 2014 va participar en el curs de la Universitat Nacional d'Educació a Distància sobre cinema, dona i religió.
Des de 2016 forma part del repartiment de la sèrie Paquita Salas, iniciada en Flooxer i emesa actualment a Netflix.

## Filmografia

### Pel·lícules
- El niño invisible (1995), en el paper de Lío.
- Cosa de brujas (2003), en el paper d'Azucena.

### Sèries de televisió
| Any             | Sèrie                 | Canal               | Personatge           | Notes       |
| --------------- | --------------------- | ------------------- | -------------------- | ----------- |
| 1995            | ¡Ay, Señor, Señor!    | Antena 3            | Paula                | 1 episodi   |
| 1995            | Farmacia de guardia   | Antena 3            |                      | 1 episodi   |
| 1997            | La casa de los líos   | Antena 3            | Alba                 | 1 episodi   |
| 1998 - 1999     | A las once en casa    | La 1                | Lucía                | 65 episodis |
| 2000            | Telepasión española   | La 1                |                      | 1 episodi   |
| 2000 - 2002     | ¡Ala... Dina!         | La 1                | Eva García León      | 64 episodis |
| 2004            | Diez en Ibiza         | La 1                | Álex                 | 10 episodis |
| 2009            | La hora de José Mota  | La 1                | Diversos personatges | 2 episodis  |
| 2009            | Yo soy Bea            | Telecinco           | Model                | 1 episodi   |
| 2016 - presente | Paquita Salas         | Flooxer / Netflix   | Lidia San José       | 12 episodis |
| 2017            | Nada personal         | TV Azteca           | Natalia del Castillo | 77 episodis |
| 2018            | Luis Miguel, la serie | Telemundo / Netflix | Ana                  | 3 episodis  |

### Programes de televisió
- Pasapalabra (24 episodis, 2002-2018).
- Corazón de... (21 de febrer de 2006).
- La tele de tu vida (2007).